# Agrypon concavum
Agrypon concavum là một loài tò vò trong họ Ichneumonidae.